# Ai coração
Ai coração è un singolo della cantante portoghese Mimicat, pubblicato il 27 gennaio 2023 come parte della raccolta Festival da Canção 2023.

## Promozione
Il 19 gennaio 2023 è stato reso noto che con Ai coração Mimicat avrebbe preso parte all'imminente edizione dell'annuale Festival da Canção, rassegna canora utilizzata per selezionare il rappresentante portoghese all'Eurovision Song Contest. Dopo aver superato la semifinale del 25 febbraio, Mimicat ha riproposto la sua canzone alla finale del successivo 11 marzo. Qui il voto combinato di giuria e pubblico l'ha eletta vincitrice, rendendola di diritto la rappresentante nazionale sul palco eurovisivo a Liverpool. Nel maggio successivo, dopo essersi qualificata dalla prima semifinale, Mimicat si è esibita nella finale eurovisiva, dove si è piazzata al 23º posto su 26 partecipanti con 59 punti totalizzati.

## Classifiche
| Classifica (2023) | Posizione massima |
| ----------------- | ----------------- |
| Lituania          | 34                |
| Portogallo        | 24                |